# يسبر راسموسن
يسبر راسموسن (بالدنماركية: Jesper Rasmussen)‏ (4 يناير 1992 في الدنمارك - ) هو لاعب كرة قدم دانمركي في مركز الوسط. شارك مع منتخب الدنمارك تحت 17 سنة لكرة القدم. أما مع النوادي، فقد لعب مع نادي إيسبيرغ ونادي فايله.

## وصلات خارجية
- يسبر راسموسن على موقع قاعدة بيانات كرة القدم.إي يو (الإنجليزية)
- يسبر راسموسن على موقع Soccerway.com (الإنجليزية)
- يسبر راسموسن على موقع AS.com (الإسبانية)